# Новоіванівський гідровузол
45°27′57″ пн. ш. 34°48′00″ сх. д. / 45.4657° пн. ш. 34.8000° сх. д.
Новоіванівський гідровузол (крим. Novoivanivka gidrotehnik merkezi) — перенаправляє частину стоку річки Біюк-Карасу у Північнокримський канал. З 2014 року через цей гідровузол надходить основний об'єм води у кримську частину каналу: щорічно близько 40 млн м³.
Забезпечує водопостачання Керчі, Феодосії і Судака. Як джерела використовують Білогірське і Тайганське водосховища, а також незарегульований стік Біюк-Карасу.

## Опис
Новоіванівський гідровузол розташований на ПК 2434 Північнокримського каналу.
2 червня 2015 року гідровузол був переданий на баланс Нижньогірської філії ГБУ РК «Криммеліоводгосп».
Гідровузол призначений для підтримки рівня води у ставку перед водоскидом у Північнокримський канал і безперебійного водопостачання Керченського та Феодосійського районів Автономної Республіки Крим. Також забезпечує скидання надлишкових паводкових вод до Салгиру і зниження об'єму надходження мулу в канал.
До складу гідровузла входять:
- автоматичний водоскид: ширина — 20 м, довжина — 29 м, витрата — 33 м³/с;
- ставок: об'єм — 20 710 м³, площа дзеркала — 0,8 га;
- донний водовипуск діаметром — 600 мм, довжиною — 63 м, витратою — 1,1 м³/с;
- водопропускна споруда під автодорогою Джанкой — Керч: довжина — 24 м, діаметр — 2 × 1600 мм, витрата — 4-12 м³/сек;
- підвідний канал: облицьований, довжина — 56 м.

## Схема перекидання води
Для перекидання в канал запасів Білогірського і Тайганського водосховищ використовується русло річки Біюк-Карасу. По якому вода долає 51 км.
Далі вода надходить у накопичувальний ставок біля села Новоіванівка Нижньогірського району, побудований за проектом інституту «Кримгіпроводгосп» силами підприємства «Гідробуд-6» республіканського Держкомводгоспу..
З накопичувального ставка-відстійника вода по двом трубам прокладених під дорогою А17 і бетонному каналу що підводить завдовжки 57,5 м надходить через водоскид до Нижньогірської ділянки Північнокримського каналу. Звідки самоплином на насосну станцію № 2. Далі на третю ділянку, якою до насосної станції № 16 біля села Владиславівка, яка підіймає воду у Феодосійське водосховище — головне джерело водопостачання всієї Феодосійсько-Судацької зони. Неподалік розташовані шлюзи, що розподіляють воду на Керч. Протяжність перекидання за найкоротшим маршрутом — від Тайганського до Феодосійського водосховища становить 111 км
Подача води у Північнокримський канал була розпочата 12 травня 2014, вартість робіт першої черги склала 3 млн рублів
26 грудня 2014 року окупантами було завершено «Будівництво гідровузла біля с. Новоіванівка Нижньогірського району», розпочате у жовтні 2014 року. Об'єкт є технологічним продовженням об'єкта «Перекидання частини стоку р. Біюк-Карасу у Північнокримський канал (будівництво)». Вартість склала 7,9 млн рублів.
Після перекидання води через Новоіванівський гідровузол далі по трасі каналу використовуються насосні станції: НС-2, НС-3 і НС-4, НС-16. У 2015 році був проведений ремонт НС-2 і НС-3.
Завершення будівництва гідровузла і розробка фахівцями Держкомводгоспу алгоритму роботи гідравлічно пов'язаних гідротехнічних споруд і насосних станцій Північнокримського каналу дозволило залучити у господарський обіг 20 млн м³ паводкового стоку річки Біюк-Карасу що раніше скидали у зимово-весняний період.

## Експлуатація
Схема перекидання води з водосховищ природного стоку у наливні водосховища є тимчасовою. Для водопостачання Східного Криму ведеться облаштування підземних водозаборів, які дозволять щодоби отримувати 195 тис. м³ якісної питної води. В 2014—2015 роках вода подавалася в обсязі до 1,5 м³/с.
В 2014 році у Феодосійське водосховище було закачано 9,8 млн м³, Станційне — 7,8 млн м³, Юзмацьке (Ленінське) — 1,2 млн м³.
З січня по травень 2015 року в Феодосійське було подано 11,8 млн м³, Станційне — 9,1 млн м³ і у Юзмацьке — 1,6 млн м³. У жовтні об'єм води поданий Східному Криму через гідровузол у села Новоіванівка досяг 48,7 млн м³. У тому числі: Станційне — 18,3 млн м³, Юзмацьке — 2,5 млн м³, Самарлинське — 1,7 м³.
Шляхом перекидання води з Білогірського і Тайганського водосховищ у Східний Крим показник забезпеченості населення доброякісною питною водою у Феодосії збільшився з 20,4 % до 93,3 %, а у Керчі — з 0 % до 32,7 %. Якість питної води, яка подається населенню, покращилося за санітарно-хімічними показниками шляхом зниження питомої ваги нестандартних проб за каламутності.
З 12 січня 2015 року по 14 травня 2018 років через гідровузол в Північнокримський канал було подано 101,5 млн м води, ще 15,8 млн м³ було подано в 2014 році, до завершення другої черги будівництва.